# Bella Roberts
Isabella Hartley (doar în sezonul 3) este fata nou-venită din sezonul al 3-lea, care o înlocuiește pe Emma din punctul de vedere al prieteniilor, al atitudinii, dar și al puterilor. Este cântăreață și sirenă de la noua ani (originară din Irlanda). Ea are intenții bune și li se alătură fetelor, formând astfel un alt trio: Cleo, Bella și Rikki.

## Puteri
Față de Cleo, Emma și Rikki, Bella a devenit sirenă încă de la vârsta de noua ani, pe când trăia încă în Irlanda. Deși este înlocuitoarea Emmei, Bella ar putea avea și puterea de a transforma apa în jeleu.

## Colierul
Ea găsește în fundul piscinei din Irlanda un cristal și creează un model de colier.